# Silvia Barbescu

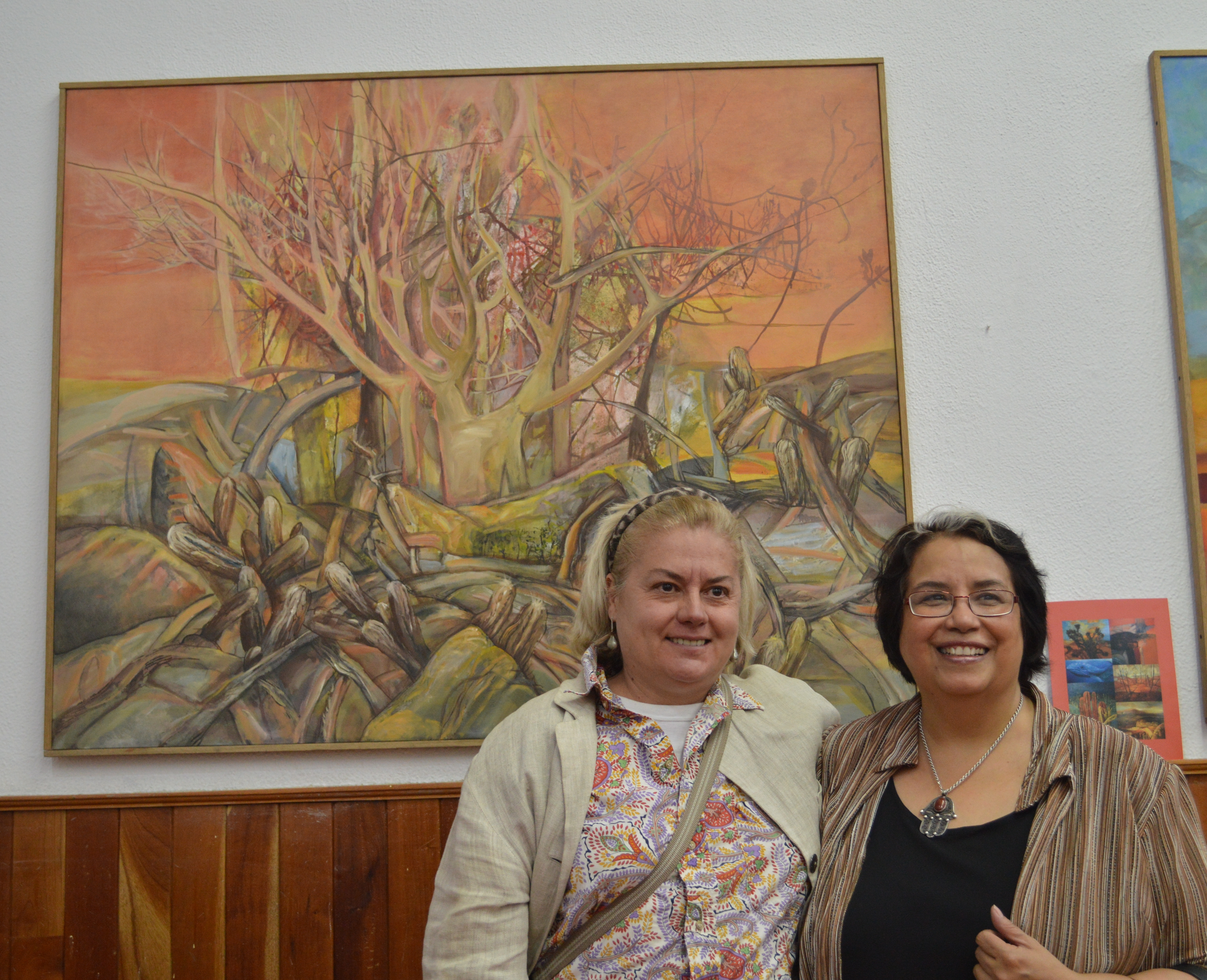
Barbescu (stânga) cu Lilia Cardenas la expoziția Mujeres en el Arte de la Casa de Coahuila în Mexico City

Silvia Barbescu (n. 1961) este o artistă multi-disciplinară română care și-a dezvoltat cariera în Mexic începând cu anul 2000, după ce a fost invitată în țară de către Guvernul Mexican. Preferând să lucreze cu medii mixte și tehnici mixte, cu imagini bazate pe natura, lucrările ei au fost recunoscute prin diverse premii, dar și ca membră al  Salón de la Plástica Mexicana și Sistema Nacional de Creadores de Arte din Mexic.

## Biografie
Barbescu s-a născut în București, România și a crescut în perioada comunistă.
A studiat la Academia de Artă Nicolae Grigorescu din Bucuresti, în perioada 1980-1985, obținând o diplomă în pictură murală și restaurarea operelor de artă.
Deși liberă să părăsească țara după căderea comunismului, a rămas în România până în anul 2000, când a plecat în Mexic, ca parte a unui grant. A devenit fascinată de țara și de cultura ei și astfel a decis să rămână. Ea a primit o bursă din partea Secretariatului Relațiilor Internaționale de a studia un master în arte vizuale la Academia San Carlos din 2001-2003.

## Cariera
Și-a început cariera artistică sub o dictatură comunistă, care a fost relativ liberală, în ceea ce a permis artiștilor să producă. Ea a început prin a lucra la diverse proiecte de restaurare, mai ales pe murale în bisericile Ortodoxe, dar a creat, de asemenea, un număr de picturi murale proprii în diferite părți ale României. Acest lucru a determinat-o să se concentreze pe reprezentări ale pădurilor din Transilvania și din alte părți ale țării.
În 2000, a primit un grant și o invitație din partea guvernului Mexican de a lucra pe diferite proiecte la Escuela Nacional de Pintura, Escultura y Grabado „La Esmeralda” în Mexico City, iar din acel moment și-a continuat cariera în această țară. În 2005 a fondat un atelier numit „Intaglio Atelier Gráfica Contemporanea”, care se ocupă de producție și de predarea artelor grafice, precum sculptura, pictura, ceramica si prelucrarea sticlei. Producția include două picturi murale care se află acum la spitalul IMSS din Toluca de Lerdo, México (2007) și spitalul ISSSTE din Puebla (2009). Din 2010, a predat desen, imprimare si pictură în La Esmeralda.
Barbescu a avut peste șaptesprezece expoziții personale și a participat la numeroase expoziții colective în România, Germania, Olanda, Israel și Mexic. În 2013, a avut o expoziție personală numită „El jardín del desdén" în La Esmeralda, care a prezentat imagini cu animale, insecte și plante, alături de un mesaj legat de mediu.
A primit premii, burse și rezidențe în Polonia, Bulgaria, Olanda și Mexic, inclusiv un grant din partea Secretariatului Relațiilor Internaționale, o bursă pentru a studia la Academia San Carlos, de la aceeași instituție, diverse granturi din partea Guvernului Ciudad de Mexico și a XII-a Bienală de Desen și Imprimare Diego Rivera în Guanajuato.
În plus, a fost acceptată ca membră al Salón de la Plástica Mexicana și Sistema Nacional de Creadores de Arte.

## Arta
Barbescu este o artistă multidisciplinară, care lucrează în imprimare, pictură, ceramică, sticlă și pictură pe email. Ea preferă să lucreze cu medii mixte și tehnici mixte, rezolvând astfel mai multe tehnici. Un exemplu este utilizarea de imprimare și ceramică pentru Geografías y memoria, sponsorizat și creat în colaborare cu Uriarte Talavera.
Lucrările lui Barbescu se concentreze asupra naturii și formelor organice complicate, o continuitate a lucrărilor ei anterioare care reprezentau păduri. Ea creează analogii între natură și ceea ce înseamnă să fii uman, cu scopul de a descrie ceea ce este în interior și nu poate fi văzut. Munca ei este umanistă, cu elemente de expresie abstractă.